# Tattariharjuntie
Tattariharjuntie  est une rue des quartiers de Suurmetsä et de Malmi à Helsinki en Finlande.

## Présentation
La rue Tattariharjuntie part du Kehä I et s'étend jusqu'à la rue  Suurmetsäntie.
Dans son parcours elle traverse les sections Tattariharju, Malmin lentokenttä, Alppiharju et Tattarisuo.

## Histoire
La partie sud de la route Vanha Porvoontie, du Kehä I jusqu'à l'intersection de Suurmetsäntie, a été renommée Tattariharjuntie en 1972.

## Galerie

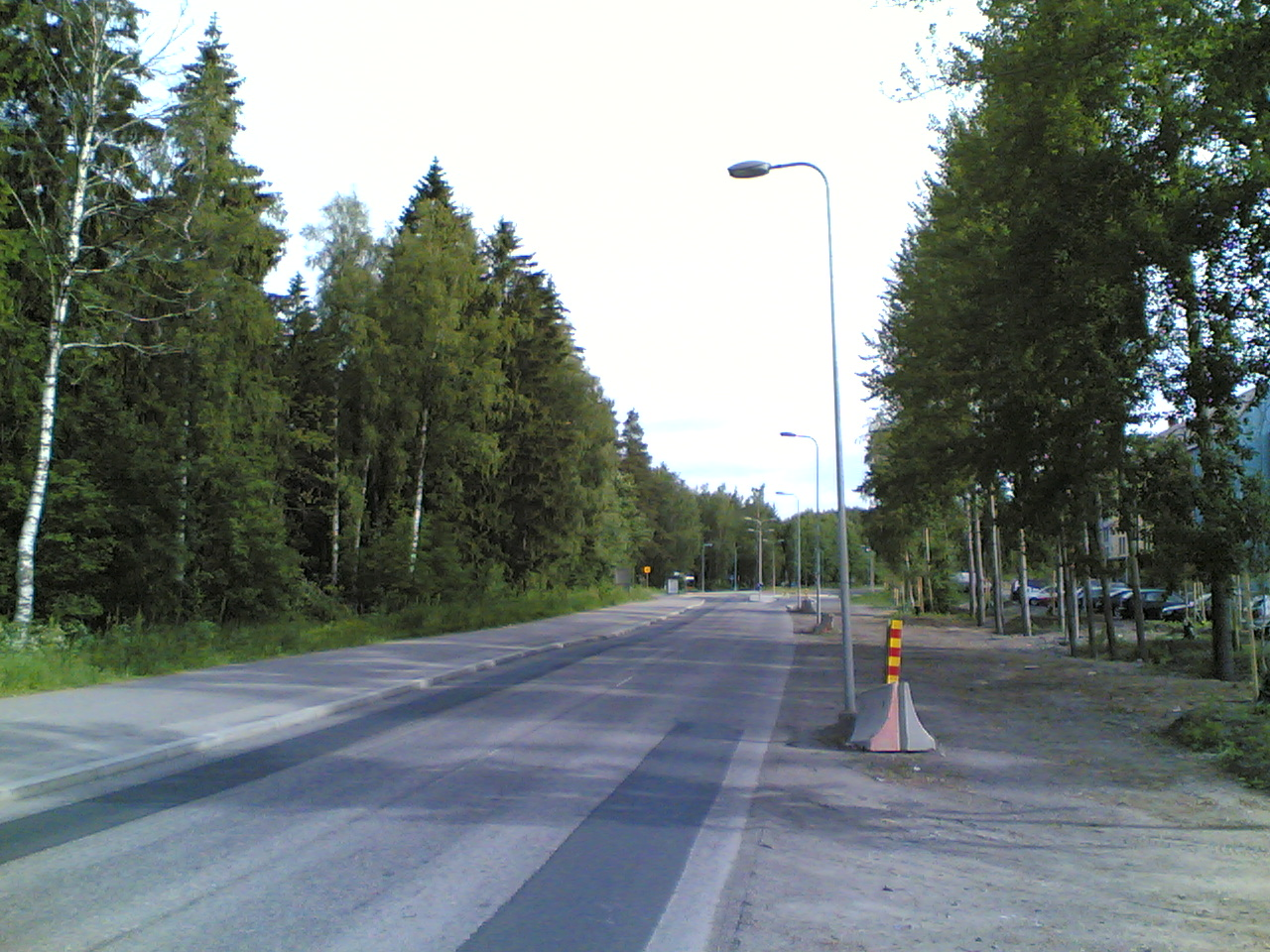
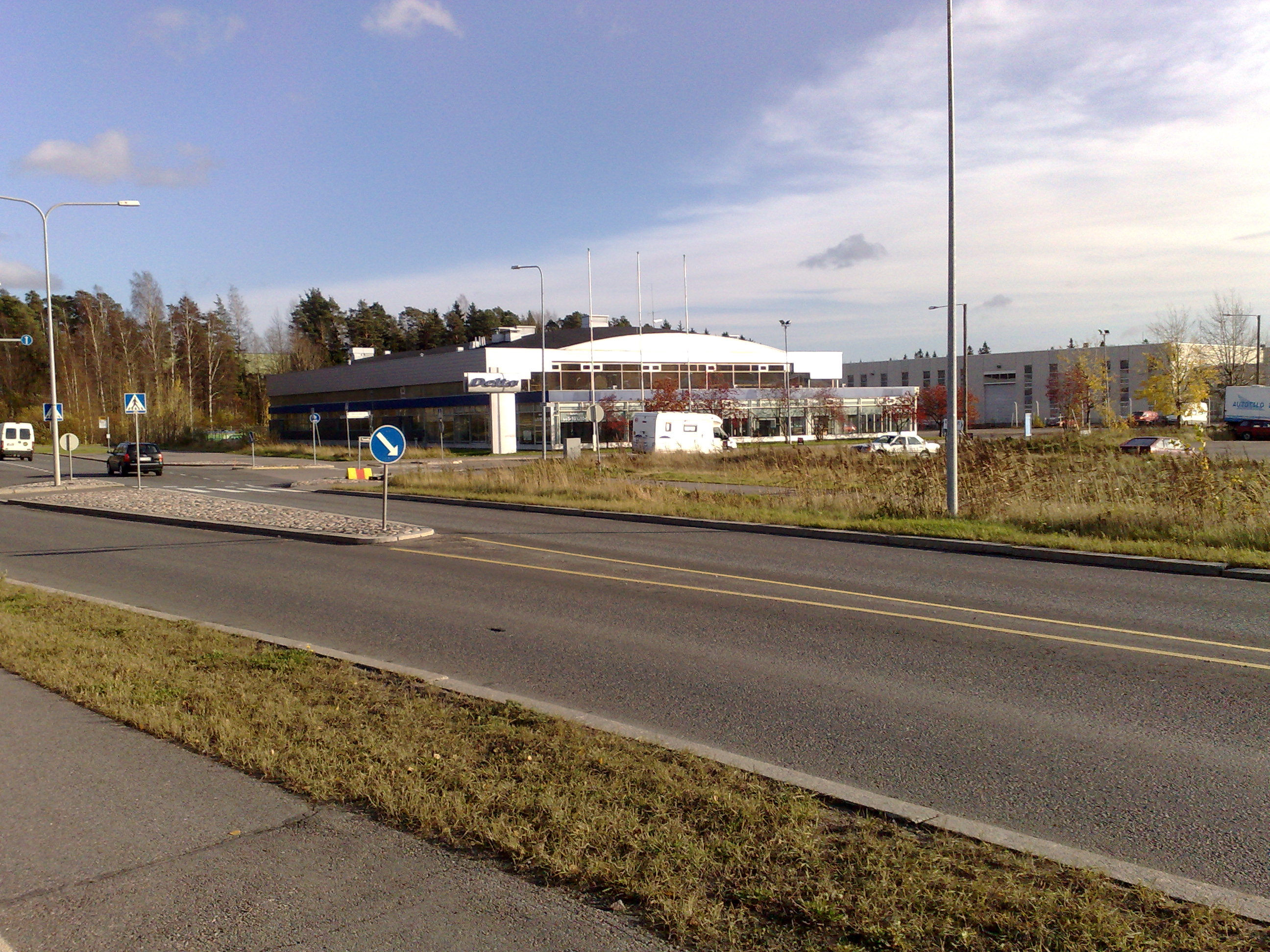
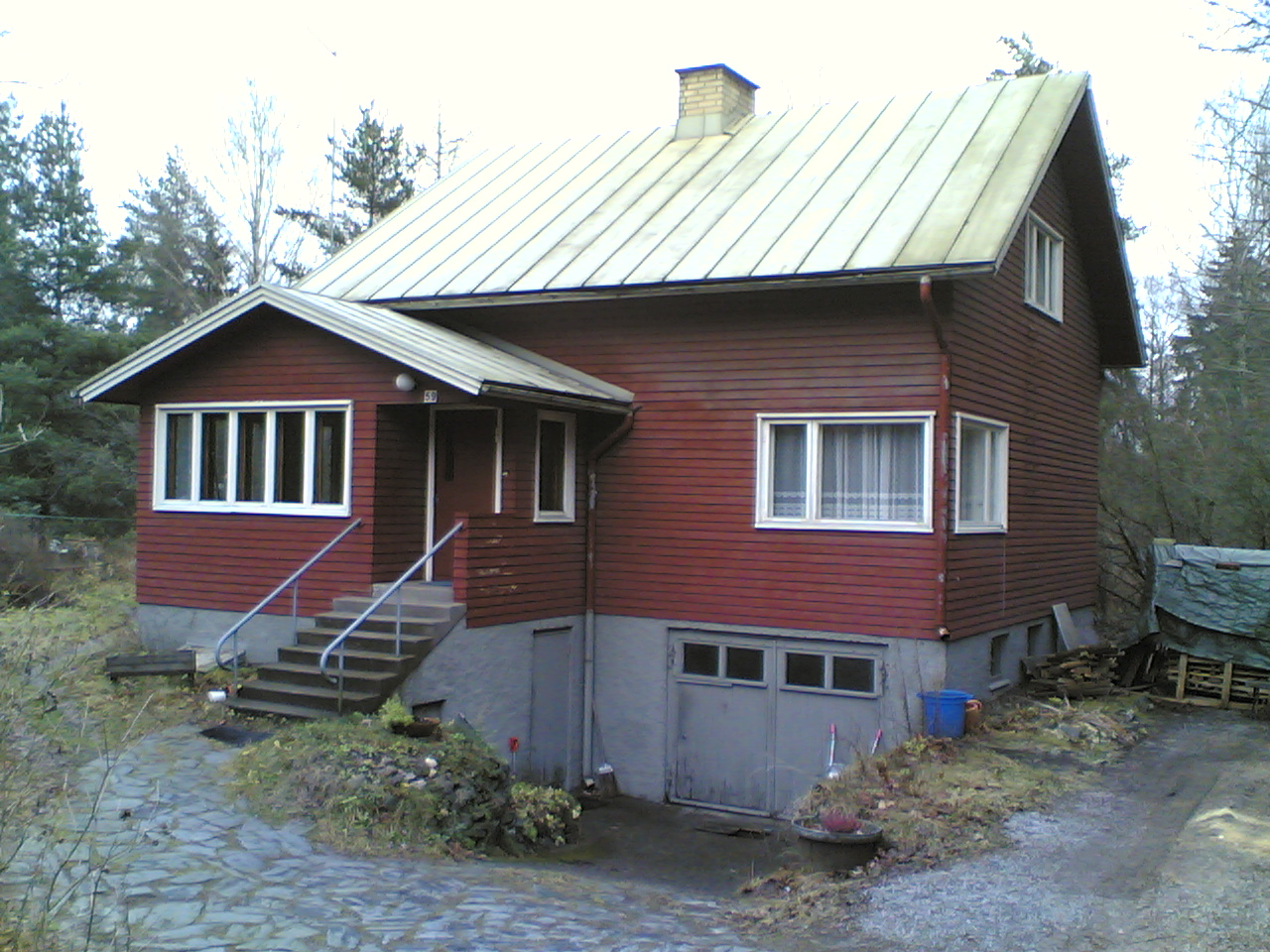